# Nati nel 1955/Maggio
| Questa pagina contiene informazioni ricavate automaticamente dalle voci biografiche con l'ausilio del template Bio e di un bot. L'aggiornamento è periodico e automatico e ricostruisce completamente la pagina. Se manca una persona in questa lista, sei pregato di non aggiungerla, ma accertati piuttosto che la sua voce biografica contenga il template Bio e che i dati anagrafici siano correttamente compilati. Se il template Bio manca, inseriscilo tu stesso o, in alternativa, metti l'avviso {{tmp\|Bio}} che ne segnala la mancanza. Se i dati riportati sono sbagliati, correggi direttamente la voce biografica; le modifiche saranno visibili in questa lista entro pochi giorni. Per chiarimenti vedi il progetto biografie. La lista contiene solo le 278 persone che sono citate nell'enciclopedia e per le quali è stato implementato correttamente il template Bio. Pagina aggiornata al 18 ago 2025. |

- 1º maggio - Eric Goldberg, animatore e regista statunitense
- 1º maggio - Donna Hartley, velocista britannica († 2013)
- 1º maggio - Kazuro Watanabe, astronomo giapponese
- 1º maggio - Antonio Ledezma, avvocato e politico venezuelano
- 1º maggio - Rock Lee, ex cestista statunitense
- 1º maggio - Bob Lenarduzzi, allenatore di calcio, ex calciatore e dirigente sportivo canadese
- 1º maggio - Martin O'Donnell, compositore statunitense
- 1º maggio - Julie Pietri, cantante francese
- 1º maggio - Uwe Potteck, ex tiratore a segno tedesco
- 1º maggio - Sidney Powell, avvocato statunitense
- 1º maggio - José Rafael Quirós Quirós, arcivescovo cattolico costaricano
- 1º maggio - Ermete Realacci, ambientalista e politico italiano
- 1º maggio - Ricky Tognazzi, attore, regista e sceneggiatore italiano
- 1º maggio - András Törőcsik, calciatore ungherese († 2022)
- 1º maggio - Rodoljub Roki Vulović, cantante serbo
- 2 maggio - Stefano Colagrande, medico italiano
- 2 maggio - Stefano Micocci, scrittore italiano
- 2 maggio - Willie Miller, ex calciatore, allenatore di calcio e dirigente sportivo britannico
- 2 maggio - Walter Sabatini, dirigente sportivo, allenatore di calcio e ex calciatore italiano
- 2 maggio - Tony Towner, ex calciatore inglese
- 2 maggio - Donatella Versace, stilista, modella e imprenditrice italiana
- 3 maggio - August Auinger, pilota motociclistico austriaco
- 3 maggio - Giovanni Battista Bachelet, fisico e politico italiano
- 3 maggio - Bo Bakke, ex giocatore di curling norvegese
- 3 maggio - Franco Ceraolo, scenografo italiano
- 3 maggio - Colin Deans, ex rugbista a 15 britannico
- 3 maggio - Kerry Justin, ex giocatore di football americano statunitense
- 3 maggio - Toby Knight, ex cestista statunitense
- 3 maggio - Jean Lassalle, politico francese
- 3 maggio - Jocelyn Périllat, ex sciatrice alpina francese
- 3 maggio - Bernd Schmider, calciatore tedesco († 2014)
- 4 maggio - Benedikt Jóhannesson, imprenditore, editore e politico islandese
- 4 maggio - Alberto Martelli, direttore d'orchestra e compositore italiano
- 4 maggio - Pankaj Naram, medico e personaggio televisivo indiano († 2020)
- 4 maggio - Giovanni Procacci, politico italiano
- 4 maggio - Mihaela Runceanu, cantante e insegnante rumena († 1989)
- 4 maggio - Elke Sehmisch, ex nuotatrice tedesca orientale
- 4 maggio - Mircea Tiberian, musicista, compositore e insegnante rumeno
- 5 maggio - David Bueso, ex calciatore honduregno
- 5 maggio - Alain Caron, bassista canadese
- 5 maggio - Melinda Culea, attrice, illustratrice e scrittrice statunitense
- 5 maggio - Emil Klein, violoncellista e direttore d'orchestra rumeno († 2004)
- 5 maggio - Lisa Jane Persky, attrice e scrittrice statunitense
- 5 maggio - Frankie Michaels, attore statunitense († 2016)
- 5 maggio - Sowlat Mortazavi, politico iraniano
- 5 maggio - Idan Ofer, imprenditore israeliano
- 5 maggio - Serge Telle, politico e diplomatico francese
- 5 maggio - Mehmet Terzi, ex maratoneta turco
- 5 maggio - Giōrgos Zīndros, ex calciatore greco
- 6 maggio - Giorgio Alleva, economista e statistico italiano
- 6 maggio - Wiel Arets, architetto olandese
- 6 maggio - Tom Bergeron, conduttore televisivo statunitense
- 6 maggio - Kim Bullard, tastierista statunitense
- 6 maggio - Walter Clivati, ex ciclista su strada italiano
- 6 maggio - Remo Pagnanelli, poeta e critico letterario italiano († 1987)
- 6 maggio - Donald Alan Thomas, ex astronauta e ingegnere statunitense
- 7 maggio - Luther Bradley, ex giocatore di football americano statunitense
- 7 maggio - Frieda Brepoels, politica belga
- 7 maggio - Florența Crăciunescu, discobola e pesista rumena († 2008)
- 7 maggio - Nini Giacomelli, paroliera e scrittrice italiana
- 7 maggio - Richie Hernández, ex cestista portoricano
- 7 maggio - Alvaro Lojacono, ex brigatista italiano
- 7 maggio - Stefan Lundin, allenatore di calcio e ex calciatore svedese
- 7 maggio - Park Sung-hwa, allenatore di calcio e ex calciatore sudcoreano
- 7 maggio - Ben Poquette, ex cestista statunitense
- 7 maggio - Peter Reckell, attore statunitense
- 7 maggio - Michele Sordillo, regista cinematografico e sceneggiatore italiano
- 7 maggio - Gabriele Zimmer, politica tedesca
- 8 maggio - Betsy Baker, attrice e doppiatrice statunitense
- 8 maggio - Albert Burger, sciatore alpino e allenatore di sci alpino tedesco († 2023)
- 8 maggio - Joe Campbell, giocatore di football americano statunitense († 2023)
- 8 maggio - Bob Grupp, giocatore di football americano statunitense
- 8 maggio - Keith Osgood, ex calciatore inglese
- 8 maggio - Marty Riley, ex cestista canadese
- 8 maggio - René Schoof, matematico olandese
- 8 maggio - Ásgeir Sigurvinsson, allenatore di calcio e ex calciatore islandese
- 8 maggio - Raoul Trujillo, attore e ballerino statunitense
- 8 maggio - Meles Zenawi, politico etiope († 2012)
- 9 maggio - Gabriel Beristáin, direttore della fotografia messicano
- 9 maggio - Edmund Coffin, cavaliere statunitense
- 9 maggio - Kevin Peter Hall, attore statunitense († 1991)
- 9 maggio - Kent Jönsson, ex calciatore svedese
- 9 maggio - Massimo Lugli, giornalista e scrittore italiano
- 9 maggio - Györgyi Molnár, ex cestista ungherese
- 9 maggio - Gianpaolo Rossi, allenatore di calcio e ex calciatore italiano
- 9 maggio - René Van Den Broeck, cestista belga († 2019)
- 9 maggio - Boris Zrinski, allenatore di pallacanestro sloveno
- 9 maggio - Anne Sofie von Otter, mezzosoprano e attrice svedese
- 10 maggio - Mark David Chapman, criminale statunitense
- 10 maggio - Andy J. Forest, chitarrista, armonicista e cantante statunitense
- 10 maggio - Carlo Nesti, giornalista, telecronista sportivo e scrittore italiano
- 10 maggio - Elie Samaha, imprenditore e produttore cinematografico libanese
- 10 maggio - Laurent Spielvogel, attore francese
- 10 maggio - Rick Steves, scrittore, attivista e personaggio televisivo statunitense
- 11 maggio - Giacomo Mauro D'Ariano, fisico italiano
- 11 maggio - Mario De Candia, attore italiano
- 11 maggio - Armando Fernández Alatorre, ex pallanuotista tedesco
- 11 maggio - J. J. Jeczalik, musicista e produttore discografico britannico
- 11 maggio - Fang Fang, scrittrice cinese
- 11 maggio - William P. Young, scrittore canadese
- 12 maggio - Natal'ja Achrimenko, pesista sovietica († 2025)
- 12 maggio - Kim Anderson, ex cestista e allenatore di pallacanestro statunitense
- 12 maggio - Kix Brooks, cantautore statunitense
- 12 maggio - Kathy Dobie, giornalista e sceneggiatrice statunitense
- 12 maggio - Colin Dowdeswell, ex tennista britannico
- 12 maggio - Giuseppe Momigliano, rabbino italiano
- 12 maggio - Luigi Punziano, ex calciatore italiano
- 13 maggio - María Cecilia Botero, attrice colombiana
- 13 maggio - Alberto Burgio, filosofo e politico italiano
- 13 maggio - Gigi De Rienzo, musicista, produttore discografico e arrangiatore italiano
- 13 maggio - Ian Miller, allenatore di calcio e ex calciatore scozzese
- 13 maggio - Åke Sandgren, regista, sceneggiatore e produttore cinematografico svedese
- 13 maggio - Brandi Wells, cantante statunitense († 2003)
- 13 maggio - Hubert Winkels, giornalista e critico letterario tedesco
- 14 maggio - Arturo Aiello, vescovo cattolico italiano
- 14 maggio - Giampiero Artegiani, cantautore, paroliere e produttore discografico italiano († 2019)
- 14 maggio - Big Van Vader, wrestler statunitense († 2018)
- 14 maggio - Marie Chouinard, coreografa e ballerina canadese
- 14 maggio - Svend Didrichsen, ex calciatore norvegese
- 14 maggio - Kenth Eldebrink, ex giavellottista svedese
- 14 maggio - Zofija Mazej Kukovič, politica slovena
- 14 maggio - Wilhelm Molterer, politico austriaco
- 14 maggio - Marco Nereo Rotelli, artista italiano
- 14 maggio - Jan Johnsen Sørensen, calciatore e allenatore di calcio danese († 2024)
- 14 maggio - Robert Tapert, produttore cinematografico, produttore televisivo e sceneggiatore statunitense
- 14 maggio - Javier Vicuña, ex calciatore spagnolo
- 15 maggio - Arthur Bernardes, allenatore di calcio brasiliano
- 15 maggio - Giorgio Bettinelli, cantautore italiano († 2008)
- 15 maggio - Mohamed Brahmi, politico tunisino († 2013)
- 15 maggio - El Gran Wyoming, comico, conduttore televisivo e attore spagnolo
- 15 maggio - Lee Horsley, attore statunitense
- 15 maggio - Alexander Pusch, ex schermidore tedesco
- 15 maggio - Claudia Roth, politica tedesca
- 15 maggio - Alessio Vlad, musicista italiano
- 16 maggio - Irene Clarin, attrice tedesca
- 16 maggio - Claudio Garella, calciatore, allenatore di calcio e dirigente sportivo italiano († 2022)
- 16 maggio - Essie Hollis, ex cestista statunitense
- 16 maggio - Olga Korbut, ex ginnasta sovietica
- 16 maggio - Jack Morris, ex giocatore di baseball statunitense
- 16 maggio - Gérard Moss, aviatore, ambientalista e esploratore britannico († 2022)
- 16 maggio - Hazel O'Connor, cantante e attrice britannica
- 16 maggio - Richard Phillips, comandante marittimo e scrittore statunitense
- 16 maggio - Fabrizio Tabaton, ex pilota di rally italiano
- 16 maggio - Charles B. Wessler, produttore cinematografico e sceneggiatore statunitense
- 16 maggio - Debra Winger, attrice statunitense
- 16 maggio - Yang Yumin, ex calciatore cinese
- 17 maggio - Vasco Errani, politico italiano
- 17 maggio - Pasquale Galasso, mafioso e collaboratore di giustizia italiano
- 17 maggio - Czesław Lang, ex ciclista su strada e pistard polacco
- 17 maggio - Marcel Madila Basanguka, arcivescovo cattolico della Repubblica Democratica del Congo
- 17 maggio - Francesco Nuti, attore, regista e sceneggiatore italiano († 2023)
- 17 maggio - Bill Paxton, attore, regista e produttore cinematografico statunitense († 2017)
- 17 maggio - David Schneider, ex tennista sudafricano
- 17 maggio - Branko Skroče, ex cestista jugoslavo
- 18 maggio - Giovanni Botteghi, ex calciatore italiano
- 18 maggio - Chow Yun-fat, attore e fotografo hongkonghese
- 18 maggio - Mark Davis, dirigente d'azienda statunitense
- 18 maggio - Giorgio Di Vita, scrittore e illustratore italiano
- 18 maggio - Lena T. Hansson, attrice e regista svedese
- 18 maggio - Albert J. Hoffmann, giurista sudafricano
- 18 maggio - Denise Majette, politica e magistrato statunitense
- 18 maggio - Marina Mazzei, archeologa italiana († 2004)
- 18 maggio - Brad Raffensperger, politico e imprenditore statunitense
- 19 maggio - Craig Edwards, ex tennista statunitense
- 19 maggio - James Gosling, informatico e blogger canadese
- 19 maggio - Susan Holloway, ex canoista e ex fondista canadese
- 19 maggio - Calvin Roberts, cestista statunitense
- 19 maggio - Pierre Thuot, ex astronauta statunitense
- 20 maggio - Diego Abatantuono, attore, conduttore televisivo e comico italiano
- 20 maggio - Anton Corbijn, fotografo e regista olandese
- 20 maggio - Karl-Heinz Geils, allenatore di calcio e ex calciatore tedesco
- 20 maggio - Anne Jøtun, giocatrice di curling norvegese
- 20 maggio - Massimo Moriconi, bassista italiano
- 20 maggio - Giancarlo Olivotto, ex calciatore italiano
- 20 maggio - Pierantonio Pavanello, vescovo cattolico italiano
- 20 maggio - Matthias Politycki, scrittore tedesco
- 20 maggio - Zbigniew Preisner, compositore polacco
- 20 maggio - Jackie Robinson, ex cestista statunitense
- 21 maggio - Sam Adkins, ex giocatore di football americano statunitense
- 21 maggio - Larry Kapust, attore e doppiatore statunitense
- 21 maggio - Udo Kiessling, ex hockeista su ghiaccio tedesco
- 21 maggio - Mark Landsberger, ex cestista statunitense
- 21 maggio - Franco Marcoaldi, poeta e scrittore italiano
- 21 maggio - Carlo Pegorer, politico italiano
- 21 maggio - Mark Plotkin, etnologo e botanico statunitense
- 21 maggio - Milly Quezada, cantante dominicana
- 21 maggio - Oleg Leonidovič Saljukov, generale russo
- 21 maggio - Sergej Šojgu, generale e politico russo
- 22 maggio - Paolo Aleandri, collaboratore di giustizia e ex terrorista italiano
- 22 maggio - Roberto Aliboni, allenatore di calcio e ex calciatore italiano
- 22 maggio - Mary Black, cantante irlandese
- 22 maggio - Carlo Spartaco Capogreco, storico italiano
- 22 maggio - Jerry Dammers, musicista britannico
- 22 maggio - Alessandro De Petri, ex pilota motociclistico italiano
- 22 maggio - Philip H. Dybvig, economista statunitense
- 22 maggio - Petru Kuki, ex schermidore rumeno
- 22 maggio - Vicente Juan Segura, vescovo cattolico spagnolo († 2024)
- 22 maggio - Thomas Waber, produttore discografico, dirigente d'azienda e imprenditore tedesco
- 22 maggio - Nancy Yeargin, ex tennista statunitense
- 23 maggio - Bernard Becaas, ciclista su strada francese († 2000)
- 23 maggio - Luka Bloom, cantautore irlandese
- 23 maggio - Enrico Cisnetto, editorialista, economista e conduttore televisivo italiano
- 23 maggio - Elaine Dagg-Jackson, giocatrice di curling canadese
- 23 maggio - Randy Graff, attrice e cantante statunitense
- 23 maggio - Fathi Kamel, ex calciatore kuwaitiano
- 23 maggio - Preda Mihăilescu, matematico rumeno
- 23 maggio - Mansur Yavaş, politico e avvocato turco
- 24 maggio - Dominique Beillan, ex tennista francese
- 24 maggio - Rosanne Cash, cantante e compositrice statunitense
- 24 maggio - Roberto Mario Sergio Commercio, politico italiano
- 24 maggio - Armando De Razza, cantante e attore italiano
- 24 maggio - Gianfranco Dell'Alba, politico e funzionario italiano
- 24 maggio - Philippe Lafontaine, cantante e compositore belga
- 24 maggio - Tom Lynch, ex giocatore di football americano statunitense
- 24 maggio - Marco Negri, ex pallavolista italiano
- 24 maggio - Maura Soshin O'Halloran, monaca buddhista e scrittrice irlandese († 1982)
- 24 maggio - Rajesh Roshan, compositore indiano
- 25 maggio - Agustín Almodóvar, produttore cinematografico e attore spagnolo
- 25 maggio - Gigi Cifarelli, chitarrista e cantante italiano
- 25 maggio - Toni Malco, cantautore, attore e conduttore radiofonico italiano
- 25 maggio - Yvon Mougel, ex biatleta francese
- 25 maggio - Daniel Oren, direttore d'orchestra israeliano
- 25 maggio - Connie Sellecca, attrice e modella statunitense
- 25 maggio - Zdravko Zovko, ex pallamanista e allenatore di pallamano croato
- 26 maggio - Emanuele Basile, politico italiano
- 26 maggio - Doris Dörrie, regista, sceneggiatrice e scrittrice tedesca
- 26 maggio - Janusz Śniadek, politico polacco
- 26 maggio - Paul Stoddart, imprenditore australiano
- 26 maggio - John Thain, imprenditore e banchiere statunitense
- 27 maggio - Eric Bischoff, imprenditore e dirigente d'azienda statunitense
- 27 maggio - Andy Cadiff, regista e produttore televisivo statunitense
- 27 maggio - Hans-Joachim Geisler, ex nuotatore tedesco
- 27 maggio - Dieter Lehnhoff, compositore, musicologo e direttore d'orchestra guatemalteco
- 27 maggio - René Martens, ex ciclista su strada belga
- 27 maggio - Takashi Naito, attore e doppiatore giapponese
- 27 maggio - Gloria Piedimonte, attrice, cantante e showgirl italiana († 2022)
- 27 maggio - Richard Schiff, attore statunitense
- 28 maggio - Mark Howe, ex hockeista su ghiaccio e dirigente sportivo statunitense
- 28 maggio - Jennifer Kemp, ex nuotatrice statunitense
- 28 maggio - Geoffrey A. Landis, fisico e ingegnere statunitense
- 28 maggio - Kristine Nielsen, attrice statunitense
- 28 maggio - Nicolae Robu, politico rumeno
- 28 maggio - Laura Amy Schlitz, scrittrice statunitense
- 28 maggio - Lis Sørensen, cantante danese
- 29 maggio - Efe Aydan, ex cestista turco
- 29 maggio - Frank Baumgartl, siepista tedesco († 2010)
- 29 maggio - Luigi Bobba, politico italiano
- 29 maggio - Piero Coda, presbitero e teologo italiano
- 29 maggio - Pascal Dusapin, compositore francese
- 29 maggio - Carme Forcadell, insegnante, politica e attivista spagnola
- 29 maggio - Ole Johnny Henriksen, ex calciatore norvegese
- 29 maggio - John Hinckley Jr., criminale statunitense
- 29 maggio - David Kirschner, produttore cinematografico e sceneggiatore statunitense
- 29 maggio - Mike Porcaro, bassista statunitense († 2015)
- 29 maggio - Bruno Valentini, politico italiano
- 29 maggio - Frank Wartenberg, ex lunghista tedesco
- 29 maggio - Otta Wenskus, filologa classica tedesca
- 29 maggio - Mars Williams, sassofonista, clarinettista e musicista statunitense († 2023)
- 30 maggio - Dietmar Constantini, calciatore e allenatore di calcio austriaco († 2024)
- 30 maggio - Sven Dahlkvist, allenatore di calcio e ex calciatore svedese
- 30 maggio - Topper Headon, batterista britannico
- 30 maggio - Brian Kobilka, biochimico statunitense
- 30 maggio - Jerzy Maculewicz, vescovo cattolico e missionario polacco
- 30 maggio - Paolo Mazzarello, scrittore e museologo italiano
- 30 maggio - Jake Roberts, ex wrestler statunitense
- 30 maggio - Antonino Saggio, teorico dell'architettura e storico dell'architettura italiano
- 30 maggio - Colm Tóibín, scrittore e critico letterario irlandese
- 30 maggio - Vita Accardi, attrice e regista teatrale italiana
- 31 maggio - Tommy Emmanuel, chitarrista australiano
- 31 maggio - Susie Essman, attrice e doppiatrice statunitense
- 31 maggio - Julio Oscar Mechoso, attore statunitense († 2017)
- 31 maggio - Naomi Munakata, direttrice di coro giapponese († 2020)
- 31 maggio - Camden Toy, attore statunitense († 2023)
- 31 maggio - Lynne Truss, scrittrice e giornalista britannica
- 31 maggio - Murat Urtembaev, informatico e hacker sovietico († 2010)
- 31 maggio - Jean-Luc Vandenbroucke, ex ciclista su strada e pistard belga
- 31 maggio - Nilüfer Yumlu, cantante turca
- 31 maggio - Serhij Čuchraj, ex canoista sovietico